# São Francisco Xavier
São Francisco Xavier est une freguesia de Lisbonne.